# Bobok (Dostojewski)
Bobok (russisch: Бобок) ist eine phantastisch-philosophische Erzählung von Fjodor Dostojewski, die im Februar 1873 im Tagebuch eines Schriftstellers in der  Sankt Petersburger Zeitschrift Graschdanin erschien.

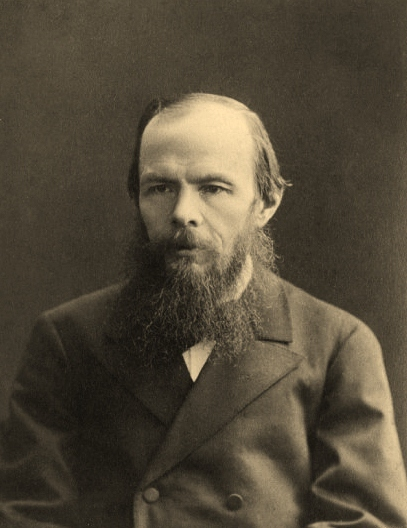
Dostojewski im Jahr 1879

## Handlung
Die Novellen und  Feuilletons des Ich-Erzählers Iwan Iwanytsch werden von den Redaktionen abgelehnt, weil ihnen die Würze fehle. Der Schriftsteller gibt sich nicht geschlagen. Jetzt hat er die Aufzeichnungen eines Unbekannten verfasst, die er dem Graschdanin bringen will:
Nachdem dieser Unbekannte den Sarg eines Onkels, des Wirklichen Geheimrates Tarassewitsch, von der Kirche zum Grab mitgetragen hat, drückt er sich vor dem Leichenmahl und bleibt noch ein Weilchen ganz allein auf einem der Grabsteine sitzen. Da reden welche wie mit Kissen vor dem Mund. Die Stimmen kommen zweifelsohne aus den Gräbern. Zwei unterhalten sich über gewisse Préférence-Strategien: „Wir müssen unbedingt einen Dummkopf als dritten Mann nehmen und manchmal falsch geben.“ Irgendwann, so erfährt der unbekannte Lauscher, bricht jeder frisch Begrabene sein Schweigen. Manche machen erst nach einer Woche den Mund auf. Der soeben begrabene Geheimrat Tarassewitsch redet sofort; antwortet als Neuer artig auf die Anrede eines länger Liegenden und wird jedoch von letzterem unterbrochen: Der Neuling habe dort oben öffentliche Gelder, für Witwen und Waisen bestimmt, an die vierhunderttausend Rubel, veruntreut.
Ein Toter fragt in die Runde der Begrabenen, wie die meisten der Umliegenden aus ihren Gräbern heraus reden können. Sie sind doch tot. Die Antwort ist schnell parat. Von einem seit einem Vierteljahr auf dem Friedhof liegenden Doktor der Philosophie wäre etwa so eine Erklärung zu erwarten: Der Tod dort oben in der Welt sei nicht der wirkliche Tod, sondern der Körper wird unten in der Grube noch einmal für ein knappes Vierteljahr lebendig. Von jenem toten Philosophen sei also nicht mehr viel zu erwarten. Allerdings kämen Ausnahmen von der Regel durchaus vor. Ein bereits Verwester würde alle sechs Wochen einmal „Bobok“ murmeln und weiter nichts. „Rechter Unsinn“, wirft ein noch frischerer Toter ein. Angesichts der deprimierenden Vierteljahresfrist kommt aus einem Grab ein Vorschlag, der bei allen Toten, die sich noch artikulieren können, lebhaften Beifall findet: Reihum soll jeder über seine schlimmste Schweinerei da oben im Leben erzählen, aber dabei sich über nichts schämen. Und Lügen ist tabu.
Die Gespräche nehmen kein Ende. Ein toter Ingenieur versteht nicht, was der Degen bedeutet und wird vom toten General aufgeklärt: „Der Degen, mein Herr, ist die Ehre!“ Da muss der lauschende Unbekannte niesen. Die Toten verstummen.
Der Schriftsteller überlegt: Soll er dieses Protokoll des Unbekannten wirklich publizieren? Immerhin wollen die verwesenden Leichname ihren letzten Rest Bewusstsein für Berichte über ihre Ausschweifungen zu Lebzeiten missbrauchen. Sei’s drum – es muss geschrieben werden.
Der Ich-Erzähler Iwan Iwanytsch will den unbekannten Lauscher noch an andere Gräber schicken.

## Titel
Obwohl sich der Titel direkt als „Kleine Bohne“ übersetzen lässt, hat dieser nichts mit ihr zu tun (eine Bohne taucht in der Geschichte nicht auf). „Bobok“ ist stimmlos auszusprechen und gibt den Ton an, der beim Platzen von Luftblasen an der Oberfläche des Wassers zu hören ist.:

„Ich fange schon an, ganz absonderliche Sachen zu hören und zu sehen. Nicht geradezu, daß es Stimmen wären, die ich höre; aber, es ist mir doch, als ob neben mit etwas gluckse: `bobók, bobók, bobók!`“

## Zitat
- Ein Toter spricht: „Auf der Erde zu leben und nicht zu lügen ist unmöglich.“[6]
- Bei Dialogen unter Toten verliert der Rang im Leben seinen Wert: „Dort war er ein General; aber hier ist er ein Aas!... es bleiben Ihnen nur sechs Messingknöpfe übrig.“[7]

## Adaptionen
- 1988 SDR: Bobok. Hörspiel von Otto Düben mit Ernst Jacobi, Reinhard Zobel, Traugott Buhre, Klaus Herm, Ingrid van Bergen und Ulrich Haß (48 min).

## Deutschsprachige Ausgaben
- Bobok in: Der Spieler. Späte Romane und Novellen. Aus dem Russischen übertragen und mit einem Nachwort versehen von E. K. Rahsin. 790 Seiten, Piper, München 1991 (13. Aufl). ISBN 3-492-10408-8

### Verwendete Ausgabe
- Bobok. Aufzeichnungen eines Unbekannten. Deutsch von Hermann Röhl. S. 234–252 in: Fjodor Dostojewski: Der Traum eines lächerlichen Menschen. Kleine Prosa. Nachwort: Ralf Schröder. (Enthält noch: Aufzeichnungen aus dem Untergrund. Das Krokodil.  Der Junge beim Herrn Jesus zur Weihnacht. Die Hundertjährige. Die Sanfte. Der Traum eines lächerlichen Menschen). 349 Seiten, RUB Bd. 600 (2. Aufl.), Reclam, Leipzig 1985